# Na'im Akbar
Na'im Akbar, nascut Luther B. Weems Jr, és un psicòleg clínic, pioner en una aproximació afrocentrista de la psicologia moderna. Primer es va canviar el seu nom i es passà a dir Luther X i posteriorment Na'im Akbar quan es va adherir a Nation of islam el 1971. Akbar és un preeminent estudiós, conferenciant i autor. El 1987 fou elegit president de la National Association of Black Psychologists. Ha estat editor del Journal of Black Studies i fou editor associat del Journal of Black Psychology.

## Publicacions
- Chain And Images of Psychological Slavery (1984)[3]
- The Community of Self (1985)[4]
- Visions for Black Men (1992)[5]
- Light from Ancient Africa (1994)[6]
- Breaking the Chains of Psychological Slavery(1996)[7]
- Know Thy Self (1998)[8]
- Akbar Papers In African Psychology (2004)[9]